# Gemeinde (Jugoslawien und Nachfolgestaaten)
Die Gemeinde in der ehemaligen SFR Jugoslawien wird mit kroatisch/bosnisch općina (Plural: općine), serbisch/montenegrinisch/mazedonisch opština/општина (Plural: serbisch/montenegrinisch opštine/општине, mazedonisch opštini/општини) und slowenisch občina (Plural: občine) bezeichnet. Diese Bezeichnungen werden in Jugoslawiens Nachfolgestaaten Bosnien und Herzegowina, Kroatien, Serbien, Montenegro, Nordmazedonien und Slowenien in der jeweiligen Landessprache weiter verwendet.
Viele der Großgemeinden erreichen die Größe deutscher Landkreise, übertreffen also deutsche Verbandsgemeinden an Fläche bei weitem.

## Geschichte
Auf der kommunalen Ebene Jugoslawiens existierten zuletzt insgesamt 471 solcher Großgemeinden, nachdem die Zahl bis 1965 durch die Zusammenlegung kleiner Gemeinden reduziert worden war (Stand: 1989). Nach dem Zerfall Jugoslawiens behielten einige der neu entstandenen Staaten die Gliederung in Großgemeinden bei.

## Gegenwart

### Bosnien und Herzegowina
In Bosnien und Herzegowina stellt die Gemeinde (općina bzw. opština/општина, Pl.: općine bzw. opštine/општине) innerhalb der Föderation Bosnien und Herzegowina unterhalb der Kantone die vierte sowie innerhalb der Republika Srpska die dritte Verwaltungsebene dar.
Die Gemeinden umfassen gewöhnlich neben einem namengebenden Ort auch dessen Umland. Im Kanton Sarajevo entspricht ein Teil der Gemeinden den Stadtbezirken von Sarajevo.
Die Einteilung in Gemeinden wurde in den Grundzügen aus der Zeit vor 1992 beibehalten. In einigen Fällen wurden jedoch Gemeinden neu gegliedert. Einige Gemeinden wurden durch die Entitätsgrenze zwischen der Föderation Bosnien und Herzegowina und der Republika Srpska geteilt. So wurden aus 109 Gemeinden vor dem Krieg 142 heutige. Die jüngste Gemeinde ist Stanari, die 2014 von der Stadt Doboj abgetrennt wurde.

### Kroatien
In Kroatien stellt die Gemeinde (općina, Pl.: općine) unterhalb der Gespanschaften die dritte Verwaltungsebene dar. Kroatien ist in 20 Gespanschaften (županija, Pl.: županije) und die Hauptstadt Zagreb, die selbst die Kompetenzen einer Gespanschaft hat, gegliedert. Die Gespanschaften unterteilen sich in Gemeinden, von denen ein Teil den Status einer Stadt (grad) hat. Insgesamt ist die Verwaltung in 124 Städte und 426 Gemeinden gegliedert. 

### Montenegro
Montenegro ist in 24 (Groß-)Gemeinden (opštine, Sg. opština) gegliedert. Diese umfassen jeweils neben dem namensgebenden Ort der Gemeinde auch dessen Umgebung mit weiteren Ortschaften. 
2013 wurde eine neue Gemeinde Petnjica aus der Gemeinde Berane ausgegliedert. 

2014 wurde Gusinje zu einer eigenständigen Gemeinde. Zuletzt wurde 2018 Tuzi zur eigenständigen Gemeinde, ausgegliedert aus der Gemeinde Podgorica.

### Serbien
In Serbien besteht die Gemeinde (opština/општина, Pl.: opštine/општине) im Durchschnitt aus etwa 40 Ortschaften. Wobei zum Beispiel zur Stadt Leskovac insgesamt 144 Ortschaften zählt, während die Stadt Sremski Karlovci nur aus einer einzigen Ortschaft besteht. Üblicherweise trägt die Gemeinde den Namen der nach Einwohner größten Ortschaft bzw. Stadt.
So haben die Gemeinden in Serbien häufig eine Fläche von mehr als 500, mitunter auch über 1000 Quadratkilometer, sind also hierin teilweise mit deutschen Landkreisen vergleichbar. Nach dem im Jahr 2007 veröffentlichten Gesetz über die Territorialorganisation der Republik Serbien soll eine Opština in der Regel mindestens 10.000 Einwohner haben.
Die Organe einer serbischen Gemeinde sind die Gemeindeversammlung (serbisch: Skupština opštine/Скупштина општине) und der Bürgermeister (serbisch: predsednik opštine/председник општине = Präsident der Gemeinde).

### Slowenien
In Slowenien bildet die Gemeinde občina (Pl.: občine) die zweite Verwaltungsebene direkt unterhalb des Gesamtstaates. Slowenien ist in 212 Gemeinden untergliedert, zwölf von ihnen sind Stadtgemeinden.

### Nordmazedonien
In Nordmazedonien wurden die jugoslawischen Großgemeinden (albanisch Komuna) aufgelöst und eine größere Zahl kleiner Gemeinden neu geschaffen und als übergeordnete Einheiten die Regionen eingeführt.

### Kosovo
Im Kosovo lautet die albanische Bezeichnung für eine Gemeinde Komuna (unbest. Komunë; Plural Komunat/Komuna). Die türkische Bezeichnung ist Belediye (einem Ortsnamen nachgestellt mit Possessivsuffix Belediyesi).